# Canthylidia aleurota
Canthylidia aleurota là một loài bướm đêm trong họ Noctuidae.